# 张志良
张志良（1964年11月—），男，汉族，江苏丹阳人，中华人民共和国政治人物，九三学社社员，第十三届全国人民代表大会广东地区代表。

## 生平
2018年2月24日，当选为第十三届全国人大代表。